# Idalus veneta
Idalus veneta är en fjärilsart som beskrevs av Paul Dognin 1901. Idalus veneta ingår i släktet Idalus och familjen björnspinnare. Inga underarter finns listade i Catalogue of Life.